# باشگاه والیبال وزارت دفاع
باشگاه والیبال والیبال وزارت دفاع یک باشگاه والیبال ایرانی است که سال ۱۳۹۳ در تهران تأسیس شد و در حال حاضر در لیگ برتر والیبال ایران حضور دارد.
این باشگاه زیر نظر وزارت دفاع و پشتیبانی نیروهای مسلح جمهوری اسلامی ایران است.

## ترکیب کنونی
- ۲  رسول نجفی
- ۳  معین معینی فر
- ۴ مصطفی حیدری
- ۵ محمد دلیری
- ۶  محمدرضا سلیمانی
- ۷  امین اسماعیل نژاد
- ۸  مسعود عزیزی
- ۹  بابک امیری
- ۱۰  حمیدرضا سوسن آبادی
- ۱۱  حامد طاری وردی
- ۱۲  سهند الله وردیان
- ۱۳  محمدرضا عوض پور
- ۱۴  رحمان تقی‌زاده
- ۱۵  رضا عابدین
- ۱۶  مسعود غلامی
- ۱۷  محمدرضا آصفی
- ۱۸  حمید جعفری
- ۱۹  سلیم چپرلی

## سازنده البسه
| لیگ   | سازنده البسه | اسپانسر پیراهن |
| ----- | ------------ | -------------- |
| ۱۳۹۳- | R            | صنایع دریایی   |